# بالناریو پیکاراس
بالناریو پیکاراس (به پرتغالی: Balneário Piçarras) یک منطقهٔ مسکونی در برزیل است که در سانتا کاتارینا واقع شده‌است. بالناریو پیکاراس ۲۳٬۷۷۲ نفر جمعیت دارد.